# Рука (фільм)
Рука (англ. The Hand) — американський трилер 1981 року режисера Олівера Стоуна.

## Сюжет
Художник коміксів Джон Ленсдейл живе разом з дружиною Енн і донькою Ліззі. Але в його шлюбі намічається явна криза. Під час поїздки в результаті аварії він втрачає кисть правої руки. Відірвана кисть, яку так і не знайшли, раптом починає жити своїм життям і вбивати людей, які не догодили Джону.

## У ролях
| Актор              | Роль              |
| ------------------ | ----------------- |
| Майкл Кейн         | Джонатан Ленсдейл |
| Андреа Марковіччі  | Анна Ленсдейл     |
| Енні МакЕнро       | Стелла Рош        |
| Брюс Макгілл       | Брайан Фергюсон   |
| Вівека Ліндфорс    | Doctress          |
| Розмарі Мерфі      | Карен Вагнер      |
| Мара Гобель        | Ліззі Ленсдейл    |
| Пет Корлі          | шериф             |
| Ніколас Горманн    | Білл Річамн       |
| Ед Маршалл         | доктор            |
| Чарльз Флейшер     | Девід Меддоу      |
| Джон Стінсон       | психотерапевт     |
| Річард Олтмен      | Гаммонд           |
| Спаркі Вотт        | сержант           |
| Трейсі Волтер      | поліцейський      |
| Брайан Кеннет Г'юм | хлопчик в класі   |
| Лора Пірсон        | дівчина в класі   |
| Олівер Стоун       | бродяга           |